# Прабхавишну Свами
Прабхавишну Сва́ми (IAST: Prabhaviṣṇu Svāmī, англ. Prabhavishnu Swami; домонашеское имя — Прабхавишну Да́с(а), IAST: Prabhaviṣṇu Dāsa, англ. Prabhavishnu Das; имя при рождении — Пол Ма́гован Ба́рроу, англ. Paul Magowan Barrow; род. 24 сентября 1950, Белфаст) — индуистский кришнаитский религиозный деятель и проповедник, бывший гуру и член Руководящего совета Международного общества сознания Кришны (ИСККОН).
Прабхавишну Свами начал проповедовать в СССР в 1986 году, когда ИСККОН находился в подполье. В 2012 году он нарушил монашеские обеты и оставил руководящие посты в ИСККОН. Как отмечал в 2012 году религиовед С. И. Иваненко, в России Прабхавишну Свами «хорошо знали и глубоко почитали», он был одним из уважаемых гуру ИСККОН и курировал деятельность этой религиозной организации в ряде регионов России, в Латвии, некоторых регионах Индии, Непале, Малайзии, Австралии и Новой Зеландии.

## Биография

### 1950—1971 гг. Ранние годы
Пол Магован Барроу родился 24 сентября 1950 года в Белфасте, Северная Ирландия. В девять лет он поступил на учёбу в школу-интернат. Из школьных предметов ему особенно нравились иностранные языки. Родители Пола любили путешествовать и везде брали его с собой. В детстве он побывал в нескольких странах, познакомился с разными культурами. Когда Полу было 12 лет, родители купили ему велосипед, на котором он «объехал всю Ирландию». После окончания школы Пол побывал во Франции, а затем в Северной Африке, где целый год прожил в Марокко. В этой стране царила доселе неизвестная ему, экзотическая атмосфера. Пола особенно привлекли мусульманская практика ежедневной молитвы и гостеприимство местных жителей.
По возвращении в Европу, Пол, подобно многим молодым людям своего поколения, начал интересоваться йогой, медитацией, восточной философией. В Париже ему в руки попался кришнаитский журнал Back to Godhead, на обложке которого была фотография радостных кришнаитов. Большое впечатление на Пола произвёл заголовок на обложке журнала: «Радость души отличается от радости тела». Через некоторое время, в квартире одного из своих приятелей, Пол нашёл «Бхагавад-гиту как она есть» — индуистский текст «Бхагавадгиту» в переводе с санскрита и с комментариями основателя Международного общества сознания Кришны (ИСККОН) Бхактиведанты Свами Прабхупады.

### 1971—1975 гг. Обращение в гаудия-вайшнавизм и первые годы в ИСККОН
В 1971 году, будучи в Лондоне, Пол посетил храм Радхи-Кришны, где попал на лекцию Бхактиведанты Свами Прабхупады по «Бхагавад-гите». Впоследствии он вспоминал: «Мое первое впечатление о Прабхупаде: он был маленького роста, но от него исходило очень сильное сияние. К тому же, он был очень и очень серьёзным. Шрила Прабхупада восседал на огромной вьясасане, очки у него на носу сидели слегка неровно… Видя, что все относились к нему с почтением, я тоже проникся этим настроением».
На следующий день после встречи с Прабхупадой Пол решил стать кришнаитом: он побрил голову и принял монашеский образ жизни. Затем, вместе с другим кришнаитским монахом, он отправился в Бристоль с намерением открыть там храм ИСККОН. Первое время они жили по домам знакомых хиппи, ежедневно проводя проповеднические программы. Вскоре некоторые из молодых людей, которым проповедовал Пол, стали кришнаитами. С их помощью был открыт маленький храм в Кардиффе.
После этого Пол провёл некоторое время в Лондоне, а затем отправился в Париж. В парижском храме он выполнял обязанности повара. Ежедневно он готовил обед и развозил его своим духовным братьям, проводившим весь день киртан на улицах французской столицы. В декабре 1971 года в Париж прибыл Бхактиведанта Свами Прабхупада и Пол получил от него духовное посвящение и имя на санскрите «Прабхавишну Даса».
Через некоторое время у кришнаитов в Кардиффе появилось новое, более просторное помещение под храм, и они попросили Прабхавишну вернуться и помочь им с проповедью. Затем у британских кришнаитов возникла идея создания первой в Европе группы выездной санкиртаны, которая бы занималась распространением кришнаитской литературы и освящённой вегетарианской пищи (прасада). Из США приехали несколько кришнаитов, уже имевших опыт подобной проповеди, и обучили этому английских собратьев. Был куплен автобус, в котором Прабхавишну вместе с другими кришнаитами начал путешествовать и проповедовать по всей Великобритании. Вскоре он стал лидером этой группы. Прабхупада, узнав об успешно проводимой ими проповеди, написал Прабхавишну письмо, в котором выразил своё удовлетворение и призвал его продолжать в том же духе.
В 1973 году Прабхавишну начал проповедовать в Ирландии, открыв там первый храм ИСККОН. Затем он вернулся в Англию, где какое-то время исполнял обязанности президента лондонского храма Радхи-Кришны, а затем — Бхактиведанта-мэнора (поместья в 30 км от центра Лондона, пожертвованного кришнаитам Джорджем Харрисоном). Одновременно с этим Прабхавишну продолжал активно путешествовать и проповедовать, распространяя кришнаитскую литературу. Собравшаяся под его руководством группа кришнаитов была ядром проповеди в Великобритании. Среди своих братьев по вере, за свои энтузиазм и решимость Прабхавишну получил прозвище «брахмачари-лев» («монах-лев»).

### 1975—1984 гг. Миссионерская деятельность в Индии. Принятие отречения
В 1975 году, по просьбе Прабхупады, Прабхавишну отправился в Индию, где сначала руководил строительством храмового комплекса «Харе Кришна Ленд» в Бомбее, а затем присоединился к проповеднической «Библиотечной группе» издательства «Бхактиведанта Бук Траст», распространявшей комплекты кришнаитских книг в университетских библиотеках по всей Индии, Бангладеш и Непалу.
В 1977 году, незадолго до своей смерти, Прабхупада вызвал к себе Прабхавишну и дал ему последние наставления: «Один известный индийский поэт, живший в Лондоне, как-то сказал одному англичанину: „У тебя доблесть английского рыцаря и сердце бенгальской матери“. В своё время англичане распространили свою империю по всему миру. Так и ты распространяй по всему миру империю сознания Кришны с доблестью английского рыцаря и сердцем бенгальской матери».
В 1979 году, вместе со своим братом по вере Илапати, Прабхавишну Свами организовал распространение кришнаитской литературы среди индуистского населения Бангладеш. Для этой цели Прабхавишну Свами приобрёл у контрабандистов автобус, который был изготовлен в Германии специально для контрабанды наркотиков. В нём имелись большие потайные отделения, которые Прабхавишну Свами и Илапати стали использовать для контрабандой перевозки книг. У населения Бангладеш практически не было индуистских книг и местные люди с большим рвением покупали привезённую ими литературу.
В 1979 году Прабхавишну принял от Джаяпатаки Свами посвящение в санньясу (уклад жизни в отречении), получив при этом титул «свами». После этого он продолжил проповедовать в Индии и Юго-Восточной Азии.

### 1984—2012 гг. Деятельность в руководстве ИСККОН
В 1984 году Прабхавишну Свами был избран членом Руководящего совета Международного общества сознания Кришны, а в 1987 году начал исполнять обязанности инициирующего гуру и принимать учеников.
В 1986 году Прабхавишну Свами начал проповедовать в СССР, где в то время кришнаиты были гонимы советскими властями и действовали в подполье. Он выучил русский язык и в 1990-е — 2000-е годы руководил деятельностью ИСККОН в ряде регионов России. Перед уходом в отставку с руководящих постов в ИСККОН в 2012 году, Прабхавишну Свами курировал деятельность ИСККОН на Дальнем Востоке (совместно с Бхакти Вигьяной Госвами и Бхактивайбхавой Свами) и в южном регионе России (совместно с Бхакти Вигьяной Госвами и Гопал Кришной Госвами), Латвии (совместно с Бхакти Чайтаньей Свами и Бхактивайбхавой Свами), Бангладеш, Бихаре, Джаркханде, Сиккиме и Непале (совместно с Джаяпатакой Свами и Бхакти Пурушоттамой Свами), Мьянме (совместно с Гопал Кришной Госвами), Малайзии и Брунее (совместно с Джаяпатакой Свами), Австралии и Новой Зеландии (совместно с Девамритой Свами и Рамаем Свами).

### 2012 г. Уход в отставку с руководящих постов в ИСККОН
6 января 2012 года было опубликовано письмо Прабхавишну Свами, адресованное «членам Руководящего совета и преданным ИСККОН». В этом письме Прабхавишну Свами объявил об уходе с поста члена Руководящего совета ИСККОН и о прекращении исполнения обязанностей инициирующего гуру. Прабхавишну Свами также сообщил, что более не в состоянии держать монашеский обет санньяси, данный в 1979 году. Своё решение Прабхавишну Свами объяснил неспособностью следовать строгим духовным стандартам лидера ИСККОН. Прабхавишну Свами признался, что «физически и умственно истощён из-за постоянных путешествий» и другой рабочей нагрузки руководителя ИСККОН. Он отметил, что много путешествовал на протяжении всей жизни, и теперь чувствует потребность жить в одном месте, подходящем по климату и культуре, соответствующем его физической и психической природе. Прабхавишну Свами рассказал, что планирует либо жениться и поселиться в Таиланде, продолжая служить миссии ИСККОН, либо жить в храме или общине ИСККОН в Южной Индии. В завершении своего письма Прабхавишну Свами написал следующее:
Я очень сожалею, что подвёл всех вас. Я никогда не просил, чтобы меня назначали на эти руководящие должности, но по воле Кришны эти обязанности были возложены на меня. Я старался изо всех сил, но теперь я чувствую, что больше не в состоянии продолжать действовать в этой роли. Тем не менее, я всегда был очень счастлив в ИСККОН: с самого начала и до настоящего времени. Для меня было большой честью находиться в вашем обществе и иметь возможность тем или иным образом служить движению Шрилы Прабхупады. Я надеюсь, что в будущем смогу продолжать поддерживать связь с преданными, периодически посещать храмы ИСККОН и служить ИСККОН. Ещё раз приношу мои глубочайшие извинения всем вам. Прошу простить все сделанные мной ошибки, или какие-либо оскорбления, которые я, возможно, совершил.
После этого Руководящий совет ИСККОН распространил заявление, в котором отмечалось:
С тяжелым сердцем мы уведомляем вас о том, что Прабхавишну Прабху сложил с себя полномочия, которые он выполнял в ИСККОН как инициирующий гуру и член Джи-Би-Си, прекратив также следовать обетам санньясы. Члены Исполнительного Комитета Джи-Би-Си и также некоторые друзья Прабхавишну Прабху обратились к нему с целью понять причины его отставки, которые заключались в его физическом и ментальном истощении, вызванном постоянными поездками и управленческими нагрузками. Около 9 месяцев назад он встретил женщину в Таиланде, с которой он намерен развивать серьезные отношения. Она вегетарианка и владеет совместно со своим братом небольшим магазином одежды в Таиланде. Несмотря на своё решение прекратить выполнять свою роль лидера в ИСККОН, Прабхавишну Прабху продолжает ценить и гордится тем, что является учеником Шрилы Прабхупады и намеревается в дальнейшем оставаться в ИСККОН, совершая служение в скромном настроении в одной из общин ИСККОН.
Руководство российского ИСККОН незамедлительно разъяснило свою официальную позицию и предприняло меры для оказания духовной поддержки ученикам Прабхавишну Свами. 8 января 2012 года в московском храме ИСККОН состоялась встреча учеников Прабхавишну с духовным лидером российских кришнаитов Бхакти Вигьяной Госвами. Во время этой встречи, Бхакти Вигьяна Госвами выразил глубокое сожаление по поводу ухода Прабхавишну и отметил, что «все искренние вайшнавы» разделяют его чувства. Он отозвался о своём брате по вере с особой теплотой, назвав его «искренним и выдающимся учеником Шрилы Прабхупады» и заявив, что «ничто не изменит этого моего отношения к нему даже сейчас». После этого на официальном сайте российского ИСККОН появилась информация о том, как и где можно получить дополнительные сведения о произошедшем, побеседовать с духовными наставниками. В результате, довольно быстро ситуацию удалось нормализовать.
Российский религиовед С. И. Иваненко отметил по этому поводу, что практически во всех религиозных организациях «случаются ситуации, когда признанные и авторитетные религиозные руководители совершают поступки, несовместимые с их статусом» и что ИСККОН в этом плане не является исключением. Иваненко сравнил историю с Прабхавишну Свами с кризисом 1998 года, вызванным уходом из ИСККОН Харикеши Свами (одного из наиболее заметных лидеров ИСККОН и пионера проповеди «сознания Кришны» в СССР). Иваненко отметил, что в отличие от событий 1998 года, «падение» Прабхавишну Свами не вызвало большого резонанса внутри ИСККОН. По мнению Иваненко, это связано с тем, что ИСККОН выработал «своего рода иммунитет» к «падению» духовных лидеров.

## В рассказе Василия Аксёнова
Прабхавишну Свами — имя главного героя рассказа русского писателя Василия Аксёнова «Корабль мира „Василий Чапаев“», вошедшего в сборник «Негатив положительного героя» (1995). Рассказ впервые был опубликован в январском номере журнала «Знамя» за 1995 год. В произведении Аксёнова, Прабхавишну Свами — лидер секты австралийских кришнаитов. До того, как «на него сошла благодать», Прабхавишну Свами звали Дерек Доор, и он «занимался зубным протезированием в пригородах Сиднея». Вместе с группой своих последователей Прабхавишну Свами путешествует вниз по Волге на арендованном теплоходе «Василий Чапаев». Прабхавишну и сопровождающие его кришнаиты практикуют ритуальный секс, считая это «самоотречением на пути к нирване», а затем готовятся совершить массовое самоубийство.
После публикации рассказа редакция журнала получила ряд писем от оскорблённых кришнаитов. В июльском номере «Знамя» за 1995 год было опубликовано одно из наиболее характерных читательских писем и ответ Аксёнова. В письме, в частности, говорилось:
Оскорбитель святой личности считается самым падшим из всех грешников. Это понятно даже людям, далеким от религии. Личности, совершившие подобное надругательство, — не просто индивидуумы, утратившие последние представления о нравственных критериях, — это избранники из негодяев. Все, что сделано ими, — сделано сознательно, и поэтому взывать к ним — совершенно бесполезное занятие. Но ради сотен читателей, оскверненных этой грязной ложью, пишутся эти строки.
У всех, кому удалось просто пообщаться с Прабхавишну Свами, духовным учителем ИСККОН, остаётся ощущение детской чистоты этого взрослого, умудренного опытом и хорошо образованного человека. Глубокий, проницательный взгляд Его прекрасных, немного грустных глаз — взгляд великой, осознавшей себя души. Неизмеримо высоко стоит Он в своем смиренном величии над всеми вашими жалкими попытками сделать Ему больно, господа Аксеновы и Чупринины. Душа, подобная душе Учителя, не знает ложной гордости и потому не чувствительна как «к хуле и клевете», так и к похвалам в свой адрес. Но уж вам-то этого не понять. Ваш удел — это злобное шипенье, это яд зависти, это подзаборный лай.

Его жизнь, Его миссия — чисты, высоки и благородны. У него сотни последователей в разных городах разных стран мира, которые каждую секунду готовы встать на защиту Его чести, у него сотни доброжелателей. Ваша участь — предопределена и незавидна. Печально, что вы даже не сможете понять, кого вы пытались оскорбить и унизить. Бескорыстное и самоотверженное служение великой личности, Шрилы Прабхавишну Свами Махараджа, направлено на то, чтобы дать возможность духовного совершенствования тем, кого вы ведете за собой в темнейшие районы невежества.
Василий Аксёнов прокомментировал письма кришнаитов следующим образом:
Меньше всего я ожидал, что мой рассказ «Корабль мира „Василий Чапаев“» вызовет возмущение некоторых приверженцев Кришны, тем более, что я знал кришнаитов, которые могли отличать художественный вымысел от актуальных текстов и без труда улавливали разницу между добрым юмором и обличительным пафосом. Авторы возмущенных писем, похоже, не из этого числа; иные из них называют рассказ «статьей». Мне кажется, что возникло странное недоразумение. Они обвиняют меня в том, что я оскорбил их учителя Прабхавишну Свами Махараджа, духовного руководителя ИСККОН. Между тем, я просто написал рассказ о забавных приключениях на Волге группы австралийских кришнаитов во главе с их вождем, которого они называют Прабхавишну Свами и который ещё недавно, в миру, был известен под своим английским именем Дерек Доор. Похоже, что читатели ошибочно считают слова «Прабхавишну Свами» личным именем своего наставника, между тем как это означает «Благословенный учитель».

## Ученики
Одним из учеников Прабхавишну Свами является российский религиовед, переводчик и религиозный деятель Международного общества сознания Кришны С. В. Ватман (Сутапа Дас).